# Jessica Beard
Pour les articles homonymes, voir Beard.
Jessica Beard (née le 8 janvier 1989) est une athlète américaine spécialiste du 400 mètres.

## Carrière
En 2009, elle prend la 3e place sur 400 mètres lors des Championnats des États-Unis, qualificatifs pour les Championnats du monde de Berlin.
Aux Championnats du monde, Jessica Beard est éliminée en demi-finales sur 400 mètres (51 s 20). Elle prend part également au 4 × 400 mètres, en étant la 3e relayeuse de l'équipe américaine en séries (3 min 29 s 31). Jessica Beard n'est pas retenue pour la finale du relais lors de laquelle les États-Unis s'imposent, mais elle remporte tout de même la médaille d'or pour sa participation en séries.
Elle remporte la médaille d'or du relais 4 × 400 m lors des Championnats du monde de Daegu en compagnie de ses compatriotes Allyson Felix, Sanya Richards-Ross et Francena McCorory. L'équipe américaine, qui devance finalement la Jamaïque et la Russie, établit la meilleure performance mondiale de l'année 3 min 18 s 09.

## Palmarès
| Date | Compétition                        | Lieu             | Résultat | Épreuve       | Temps         |
| ---- | ---------------------------------- | ---------------- | -------- | ------------- | ------------- |
| 2006 | Championnats du monde juniors      | Pékin            | 5e       | 400 m         | 52 s 51       |
| 2006 | Championnats du monde juniors      | Pékin            | 1re      | 4 × 400 m     | 3 min 29 s 01 |
| 2007 | Championnats panaméricains juniors | São Paulo        | 3e       | 400 m         | 51 s 91       |
| 2008 | Championnats du monde juniors      | Bydgoszcz        | 2e       | 400 m         | 52 s 09       |
| 2008 | Championnats du monde juniors      | Bydgoszcz        | 1re      | 4 × 400 m     | 3 min 30 s 19 |
| 2009 | Championnats du monde              | Berlin           | 1re      | 4 × 400 m     | séries        |
| 2011 | Championnats du monde              | Daegu            | 1re      | 4 × 400 m     | 3 min 18 s 09 |
| 2013 | Championnats du monde              | Moscou           | 1re      | 4 × 400 m     | 3 min 20 s 41 |
| 2014 | Relais mondiaux de l'IAAF          | Nassau           | 1re      | 4 × 400 m     | séries        |
| 2015 | Championnats du monde              | Pékin            | 2e       | 4 x 400 m     | séries        |
| 2018 | Ligue de diamant                   | Ligue de diamant | 6e       | 400 m         | 51 s 47       |
| 2019 | Relais mondiaux de l'IAAF          | Yokohama         | 2e       | 4 x 400 m     | 3 min 27 s 65 |
| 2019 | Ligue de diamant                   | Ligue de diamant | 8e       | 400 m         | 52 s 60       |
| 2019 | Championnats du monde              | Doha             | 1re      | 4 x 400 mixte | séries        |
| 2019 | Championnats du monde              | Doha             | 1re      | 4 x 400 m     | séries        |
| 2022 | Championnats du monde en salle     | Belgrade         | 4e       | 4 x 400 m     | 3 min 28 s 63 |

## Records
| Épreuve    | Temps   | Lieu         | Date         |
| ---------- | ------- | ------------ | ------------ |
| 200 mètres | 22 s 74 | Coral Gables | 7 avril 2018 |
| 400 mètres | 50 s 08 | Des Moines   | 23 juin 2018 |

| Épreuve    | Performance | Lieu            | Date            |
| ---------- | ----------- | --------------- | --------------- |
| 200 mètres | 22 s 95     | College Station | 22 janvier 2011 |
| 400 mètres | 50 s 79     | College Station | 12 mars 2011    |